# 하산 무라토비치
하산 무라토비치(보스니아어: Hasan Muratović, 1940년 4월 11일 ~ 2020년 11월 14일)는 보스니아 헤르체고비나의 정치인·기업인·교수이다. 보스니아 헤르체고비나 공화국의 마지막 총리를 지냈다. 학자로서는 사라예보 대학교에 30년 이상 재직했다.

## 생애
1964년 류블랴나 대학교 기계공학 학사를 졸업했고, 1972년 사라예보 대학교에서 석사를, 1981년 University of Belgrade Faculty of Organizational Sciences에서 박사학위를 받았다. 1974년부터 사라예보 대학교에 재직했다.
보스니아 전쟁이 시작한 1992년 보스니아 헤르체고비나 공화국의 관직을 맡기 시작하면서 정치 경력을 시작했다. 공화국의 마지막 총리로 재직하면서 종전 후의 복구를 주도했다. 전쟁 후 첫 선거 이후 보스니아 헤르체고비나 초대 통상부 장관이 되었다. 주 크로아티아 대사와 유럽 의원 총회 부의장을 거친 뒤, 2004년부터는 사라예보 대학교 총장을 지냈다.
코로나19 범유행중인 2020년 11월 14일 코로나19에 의한 합병증으로 사라예보에서 사망하였다.